# Сеульский метрополитен
Сеульский метрополитен (кор. 서울 지하철?, 서울地下鐵?Соуль чихачхоль или кор. 서울 도시철도?, 서울都市鐵道? Соуль тоси чхольто) — система метрополитена в Сеуле, столице Республики Корея, седьмой метрополитен в мире по годовому пассажиропотоку. Был открыт 15 августа 1974 года. В настоящее время состоит из 768 станций на 23 линиях, общая протяжённость линий — 340,6 км. Владельцем системы является правительство Сеула, управляется она двумя компаниями: Seoul Metro подконтрольны линии 1-8, а Seoul Metro Line 9 Corporation или просто Metro9 управляет линией 9 с 38 станциями. На всех станциях установлены платформенные раздвижные двери, что позволяет запустить беспилотные поезда.
Входит в единую систему внеуличного транспорта Сеульского столичного региона вместе с Инчхонским метрополитеном и линиями метро под управлением Korail и других компаний.

## История
Первые планы по строительству метрополитена появляются в программе десятилетнего развития города Сеул, принятой в 1965 году. Непосредственная разработка проекта метрополитена завершена в 1966 году. Согласно ему планировалось построить 4 линии общей протяжённостью 51,5 км.
Реализация проекта началась 12 апреля 1971 года со строительства Первой линии, соединившей два крупных железнодорожных узла: станции Сеул и Чхоннянни. Сооружение линии велось открытым способом и завершилось за три года. Открытие состоялось 15 августа 1974 года. На церемонии должен был присутствовать президент Республики Корея Пак Чон Хи, но ранее днем на него было совершено покушение.
В 1975 году был утверждён проект кольцевой Второй линии. Открытие её первого участка состоялось 31 октября 1980 года, 22 мая 1984 года кольцевая линия замкнулась.

## Операторы
Первая линия управлялась Корейской национальной железнодорожной корпорацией до 1 сентября 1981 года, когда была создана Seoul Metropolitan Subway Corporation (Seoul Metro), которая управляла первыми четырьмя линиями Сеульского метрополитена. 15 марта 1994 года была учреждена Seoul Metropolitan Rapid Transit Corporation для строительства и управления линиями 5—8, открытых в следующие 2 года. В ноябре 2016 год руководствами обеих компаний принято решение о слиянии под брендом Seoul Metro, которое произошло 31 мая 2017 года.
Последней, Девятой линией занимается Seoul Metro Line 9 Corporation (Metro9), учреждённая в декабре 2004 года.

## Развитие

### Планируемое строительство
- Транспортный и строительный комитет Южной Кореи одобрил план по продлению четвёртой линии Сеульского метро в сторону Намъянджу[17].

### Отменённые проекты
В Сеуле практически завершено строительство монорельса (Wolmi Galaxy Rail), но он не эксплуатируется. Линия должна была открыться в марте 2010 года, но её открытие постоянно переносили. В 2011 году газета Joongang Daily сообщила, что неясность с открытием монорельса связана с колоссальной коррупцией, и что сооружение разбирается из соображений безопасности. Монорельс должен был связать остров Вольмидо с Инчхоном.

## Билеты
Цена билета зависит от дальности поездки. Стоимость поездки начинается с 1400 вон (дальность до 10 км), потом за каждые 5 км стоимость увеличивается на 100 вон, после 50 километров стоимость увеличивается на 100 вон за каждые 8 километров. Билет для детей (от 6 до 12 лет) стоит 500 вон, для подростков (от 13 до 19 лет) — 800 вон. Лица пожилого возраста, а также инвалиды имеют право пользоваться метрополитеном бесплатно. Тому, кто пользуется специальной транспортной картой, скидка на проезд составляет 100 вон. Чтобы воспользоваться аэроэкспрессом, нужно купить отдельный билет.
1 мая 2009 года билеты с магнитной полосой были заменены на более современные RFID-билеты. Если вы хотите воспользоваться метро, первое, что вам нужно сделать, это приобрести необходимую транспортную карту или билет. Пассажиры могут приобрести билеты на одну поездку или многоразовые транспортные карты, такие как Tmoney, Cashbee или MPASS, которые можно использовать повторно. Билеты на одну поездку можно приобрести в автоматах по покупке билетов, при этом требуется внести дополнительную плату в размере 500 вон в качестве залога. Депозиты можно снять при возврате карты в специальном автомате для выплаты депозитных средств.

## Подвижной состав
В Сеульском метрополитене много разных моделей подвижного состава, но в основном они между собой похожи. В вагонах по четыре двери с каждой стороны, между ними ряды кресел, которые рассчитаны на 7 человек каждый. Места для пожилых людей, инвалидов и беременных женщин помечены специальными знаками.
Все объявления в поездах и на станциях на двух языках: корейском и английском, а в некоторых случаях также на японском и китайском.
В каждом вагоне имеется огнетушитель, есть возможность открытия дверей вручную в случае экстренной ситуации.

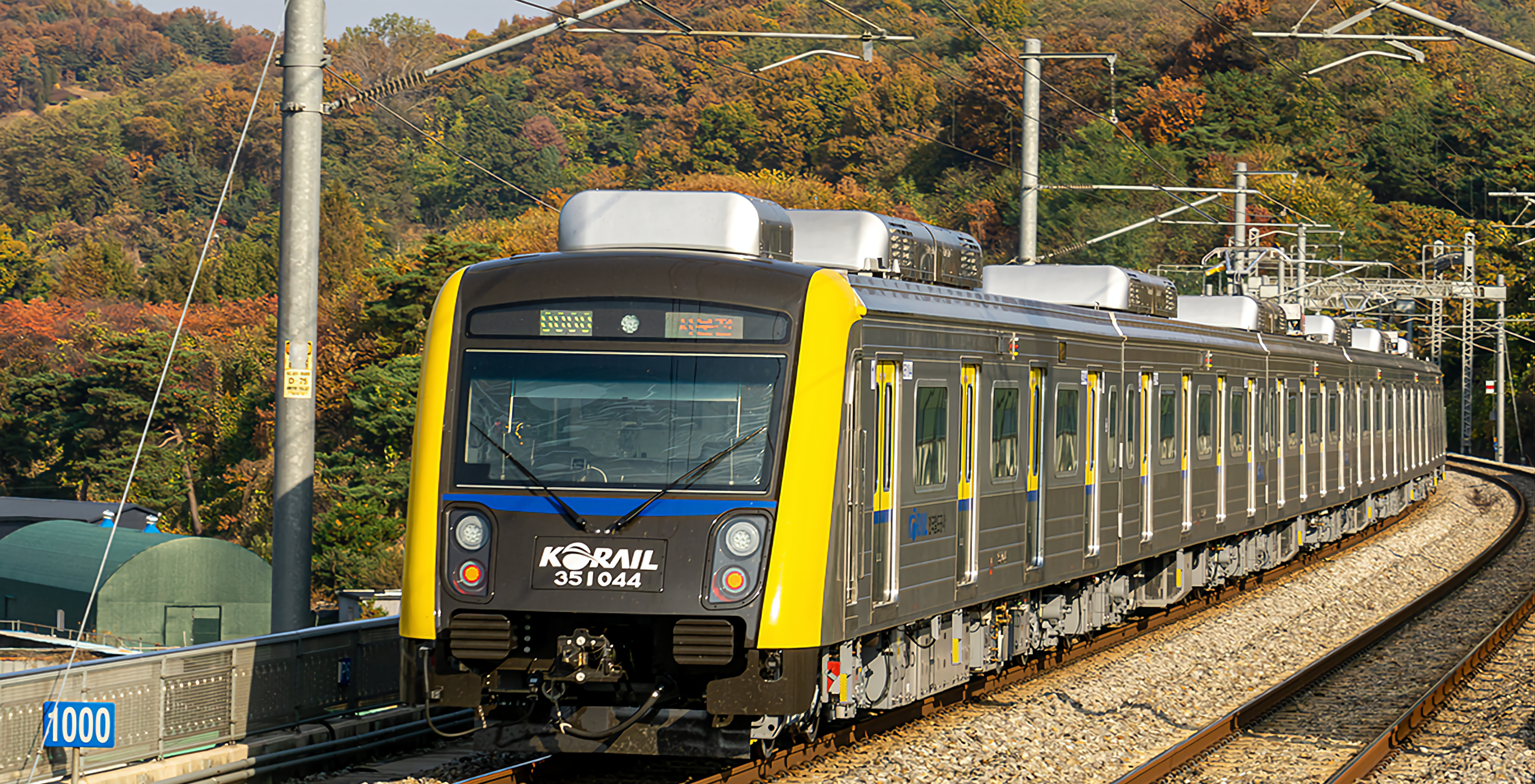
Korail Class 351000 на линии Пундансон
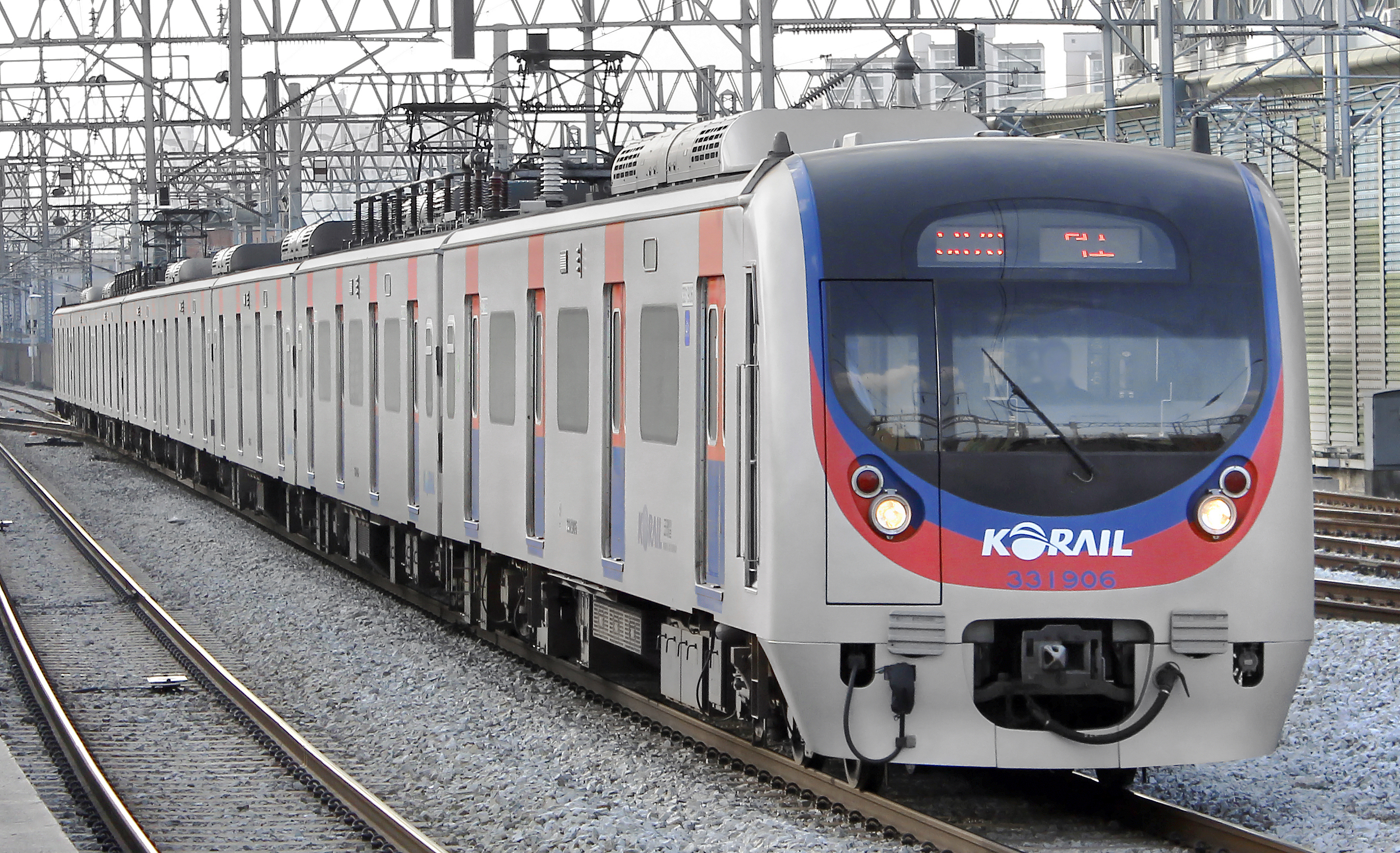
Korail Class 331000 на линии Кёнъисон
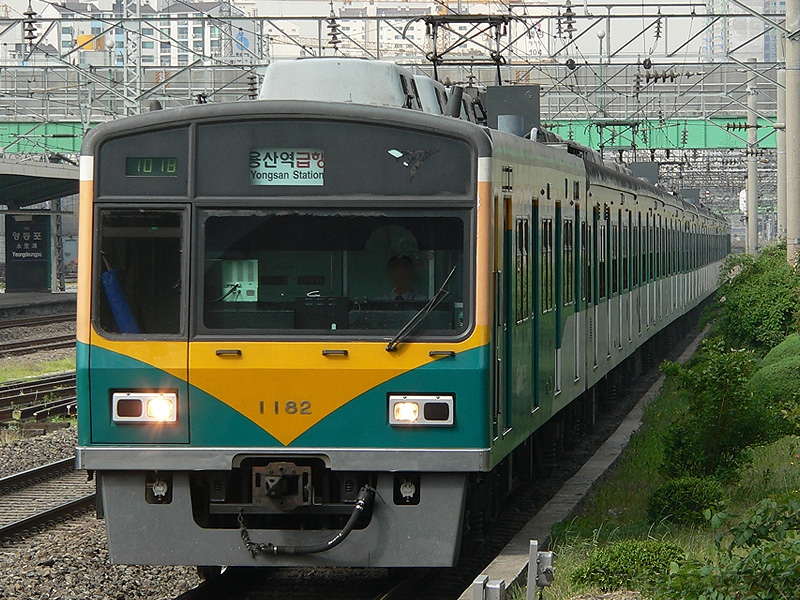
Korail Class 1000 второго поколения на линии 1
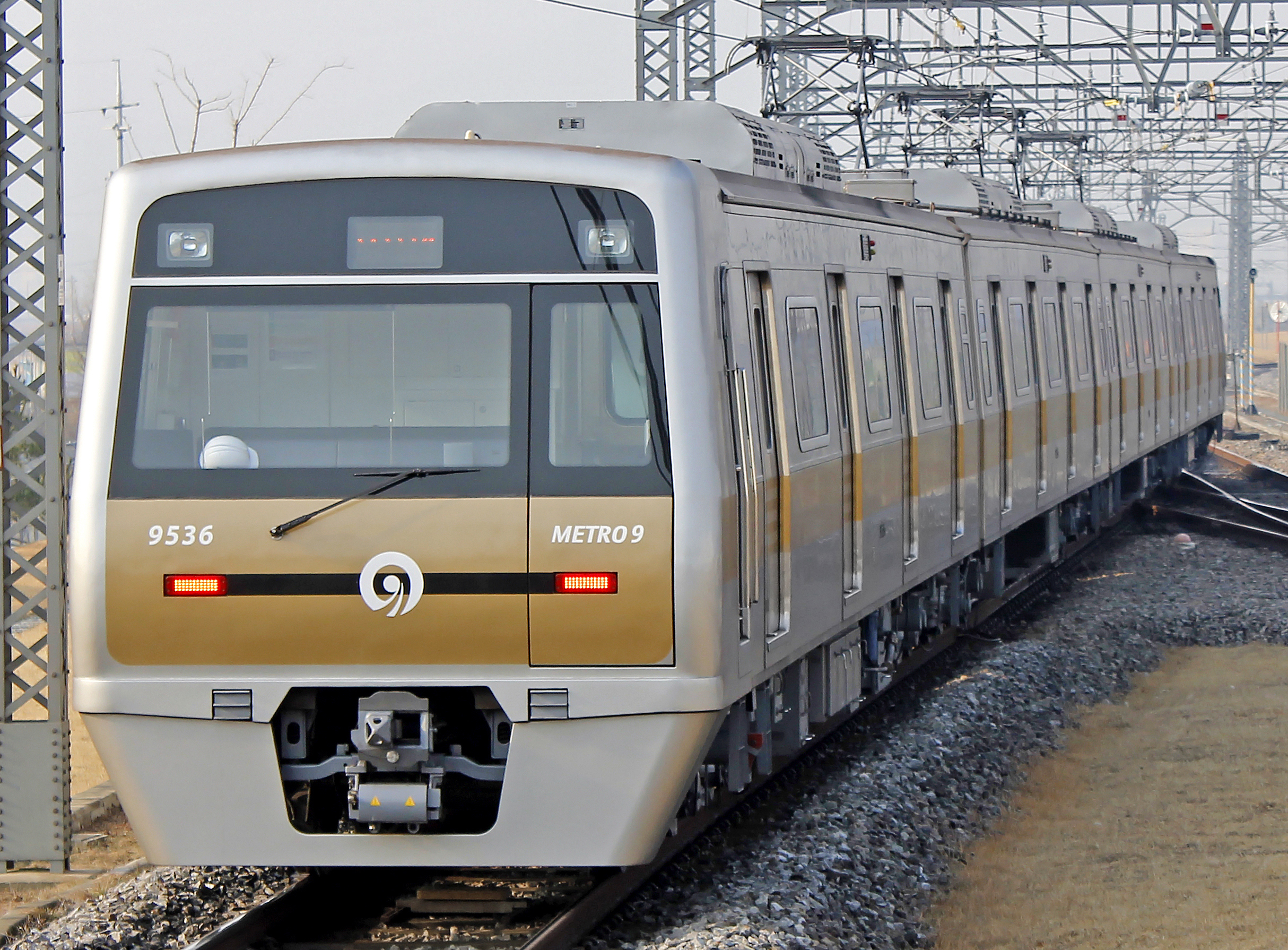
9000 series VVVF на линии 9
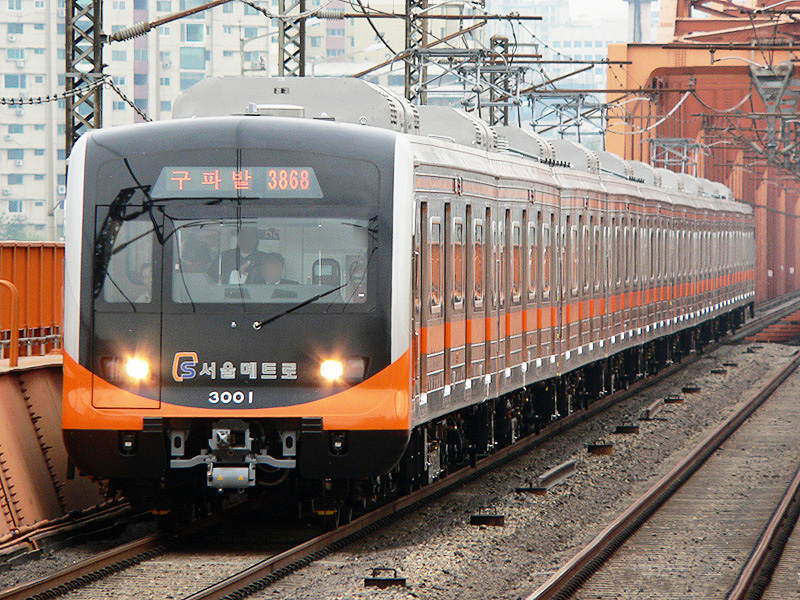
3000 series на линии 3
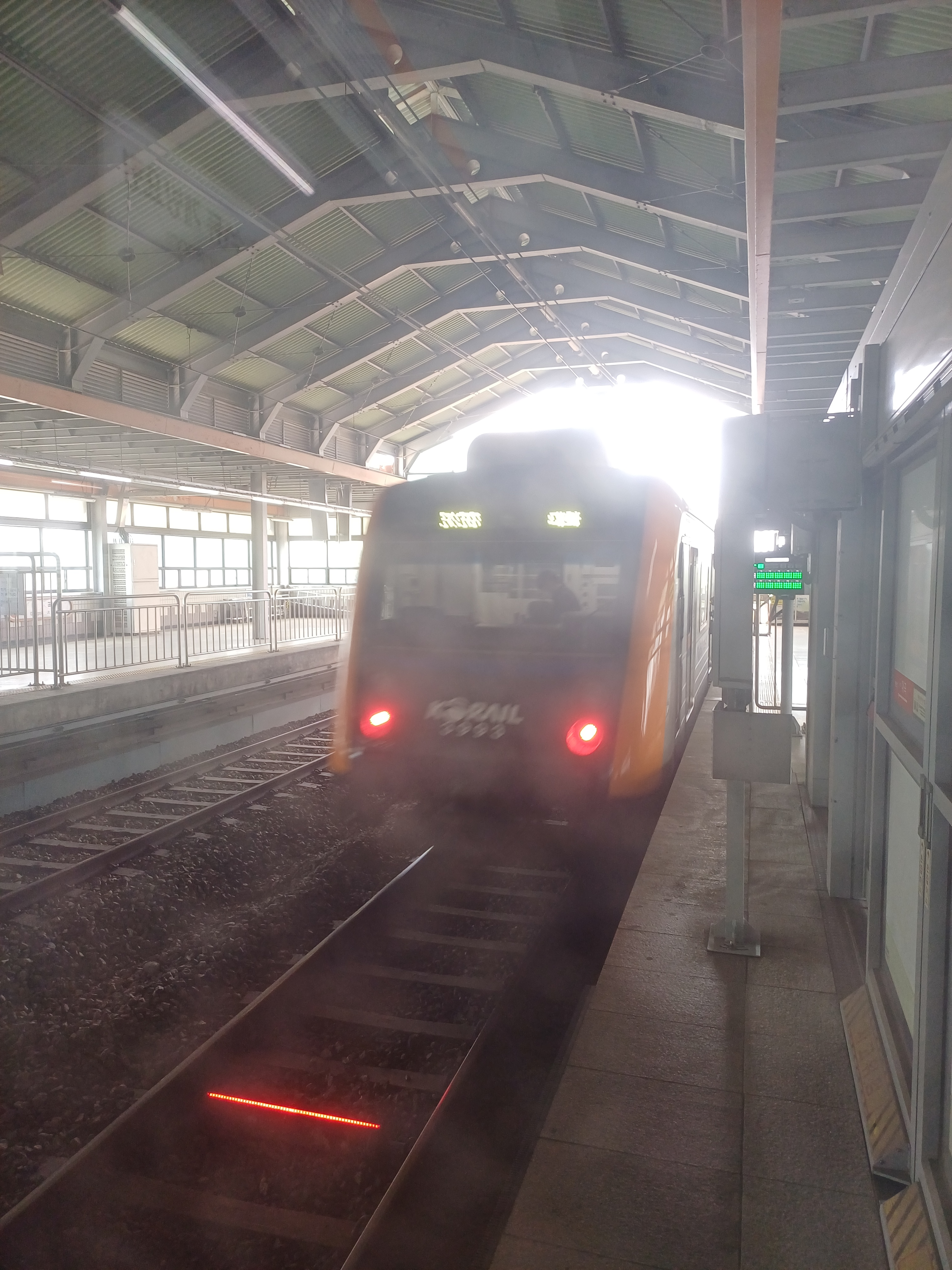
Korail Class 3000 на линии 3

## Линии
Сеульский метрополитен состоит из 9 линий.
| Линия   | Участок                                                    | Год открытия | Год открытия последней станции | Длина, км | Количество станций |
| ------- | ---------------------------------------------------------- | ------------ | ------------------------------ | --------- | ------------------ |
| Линия 1 | Сеул — Чхоннянни                                           | 1974         | 2005                           | 7,8       | 10                 |
| Линия 2 | Мэрия / Сонсу / Синдорим — Мэрия / Синсоль-тон / Ккачхисан | 1984         | 2005                           | 60,2      | 51                 |
| Линия 3 | Огым — Джичук                                              | 1985         | 2010                           | 38,2      | 34                 |
| Линия 4 | Чинчёп — Намтхэрён                                         | 1985         | 2022                           | 31,7      | 26                 |
| Линия 5 | Панхва — Ханам Геомдансан / Мачхон                         | 1995         | 2021                           | 60,0      | 56                 |
| Линия 6 | Ынам — Понхвасан                                           | 2000         | 2001                           | 35,1      | 38                 |
| Линия 7 | Чанам — Онсу                                               | 1996         | 2012                           | 57,1      | 51                 |
| Линия 8 | Амса — Моран                                               | 1996         | 1999                           | 17,7      | 17                 |
| Линия 9 | Кэхва — Чун-анбонпъян-вон                                  | 2009         | 2018                           | 40,5      | 38                 |
| Всего:  | Всего:                                                     | Всего:       | Всего:                         | 348.3     | 321                |

## В культуре
В Сеульском метрополитене происходят некоторые действия фильма «Метро» производства кинокомпании «Tube Entertainment».

## Галерея

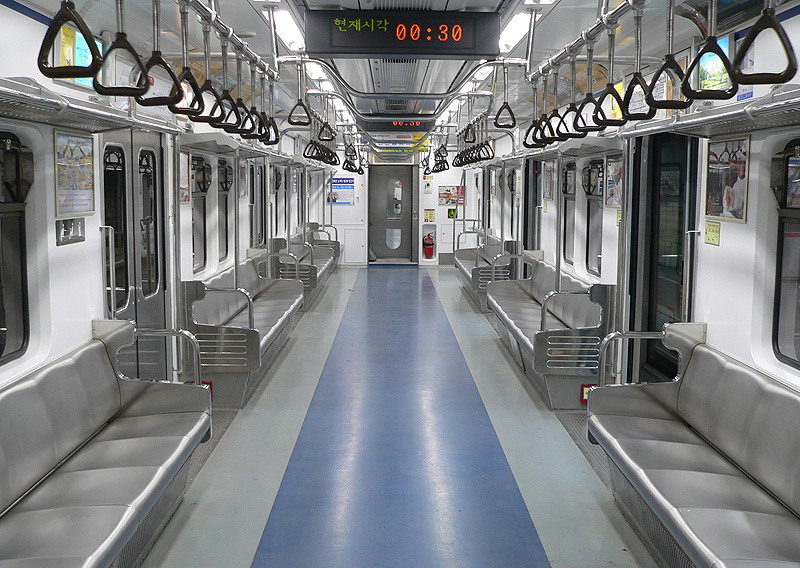
Интерьер поезда
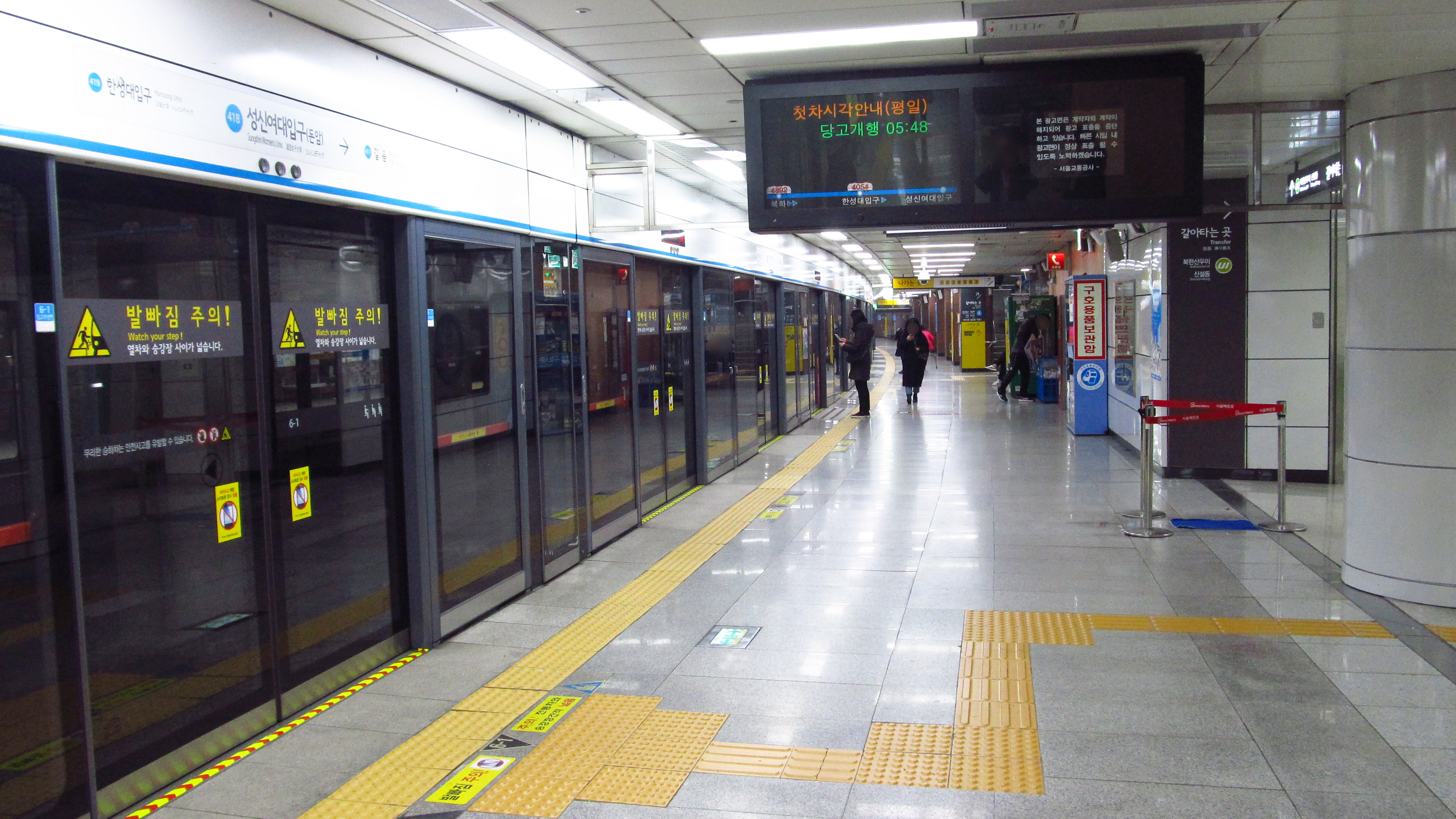
Станция Женский университет Сонсин
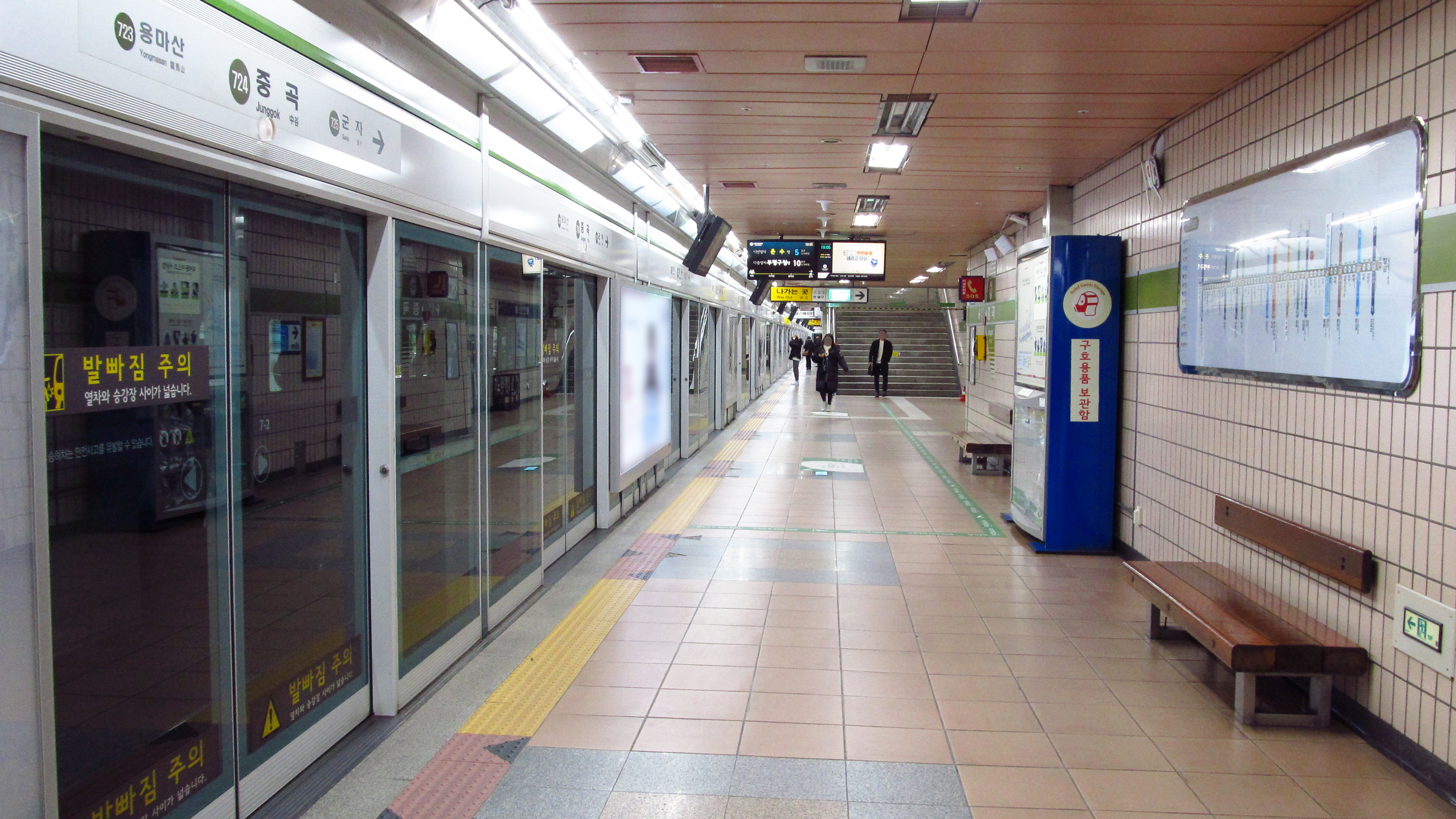
Станция Junggok[англ.]
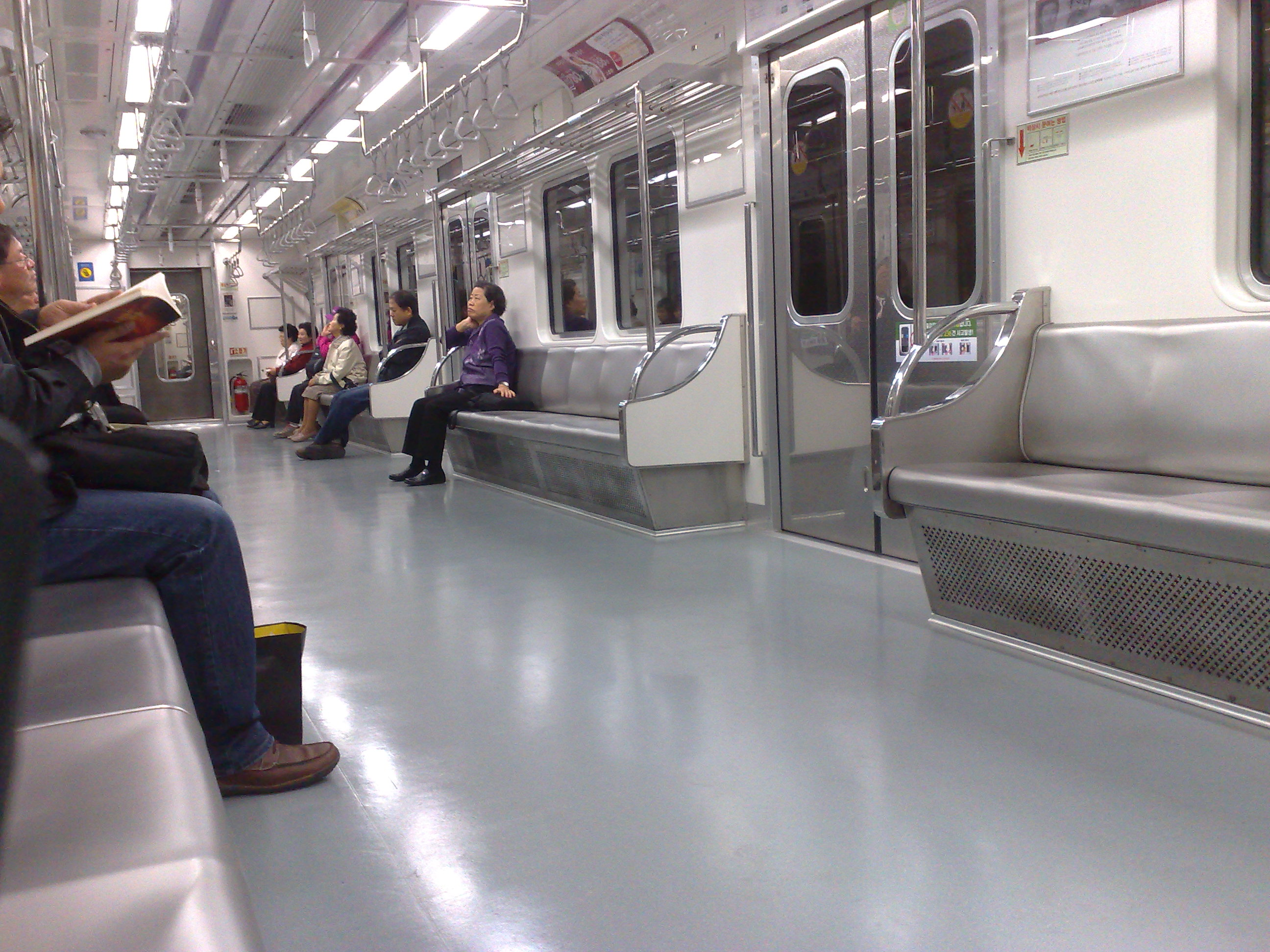
Внутренний вид вагона Сеульского метро
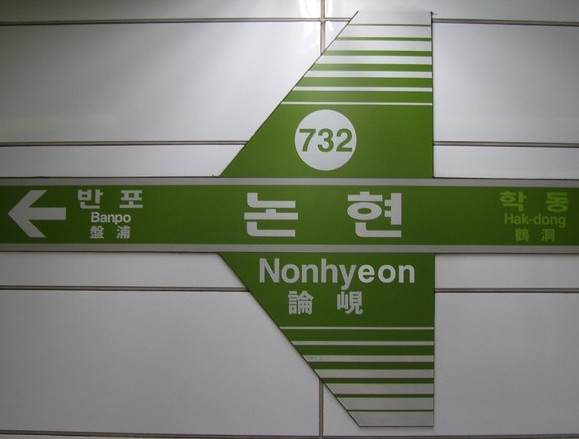
Типичный указатель в Сеульском метро
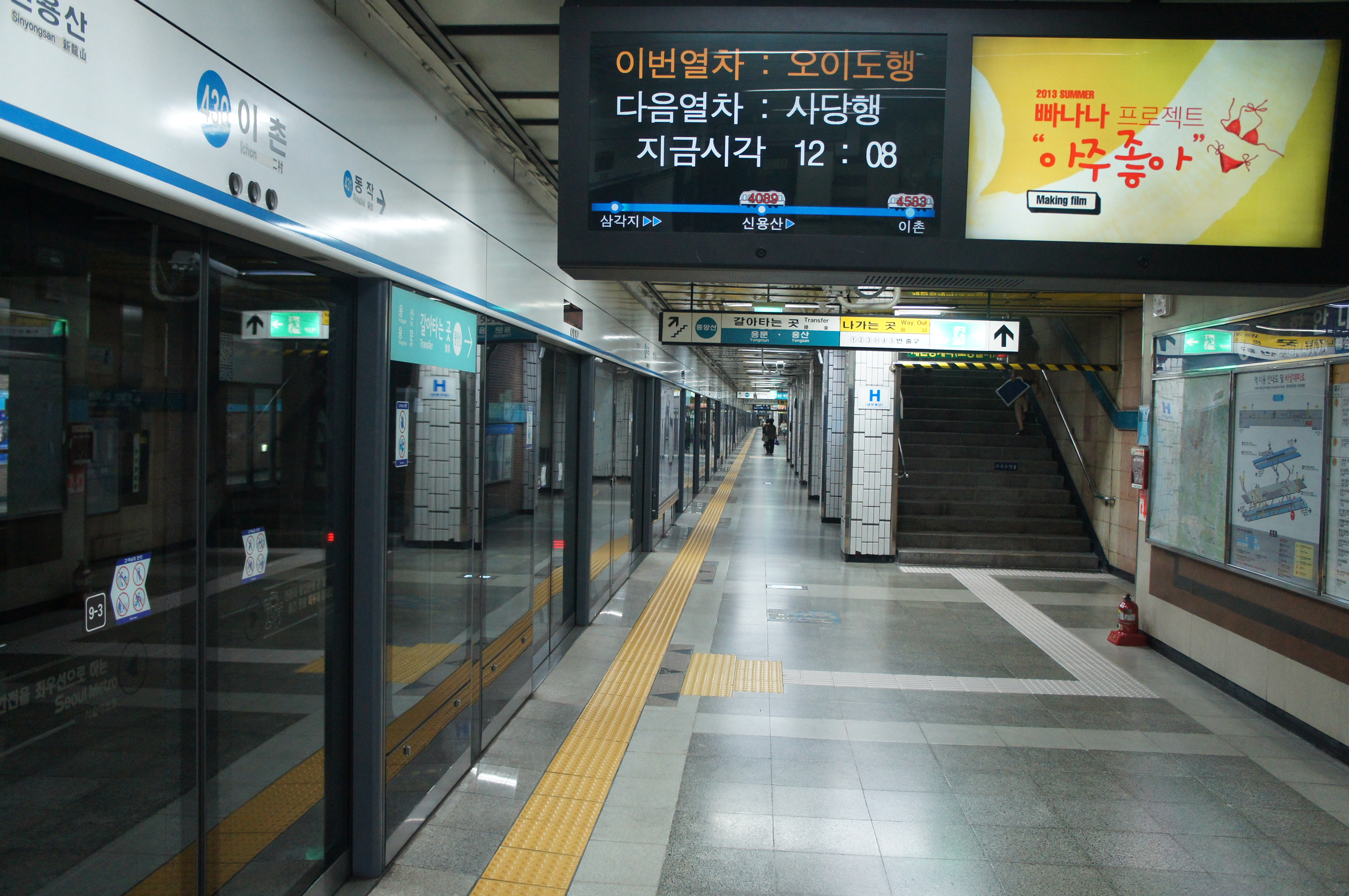
Станция Ичхон
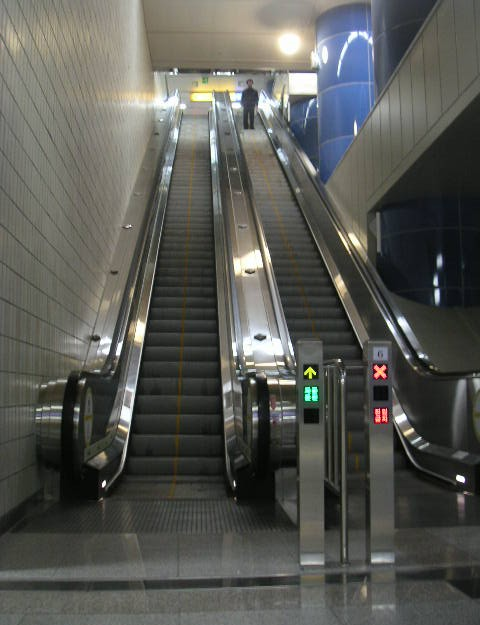
Эскалатор